# Blindganger

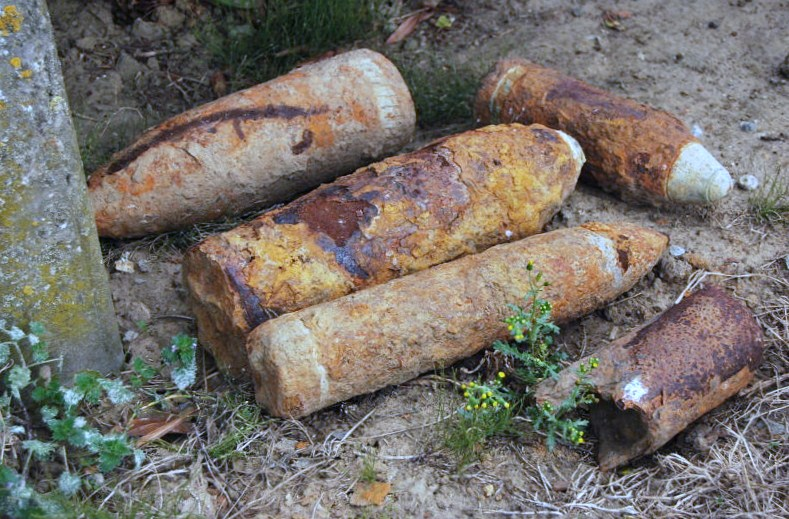
Enkele blindgangers uit de Eerste Wereldoorlog op Hill 32 nabij Zonnebeke die door landbouwers werden uitgeploegd. Het gaat om twee Britse hoogexplosieve 4,5 inch-granaten, een Britse hoogexplosieve 18-ponds granaat en een Duitse 77mm-granaat. Vanwege de lengte en ontsteker kan deze Duitse 77mm-granaat mogelijk een gasgranaat zijn.

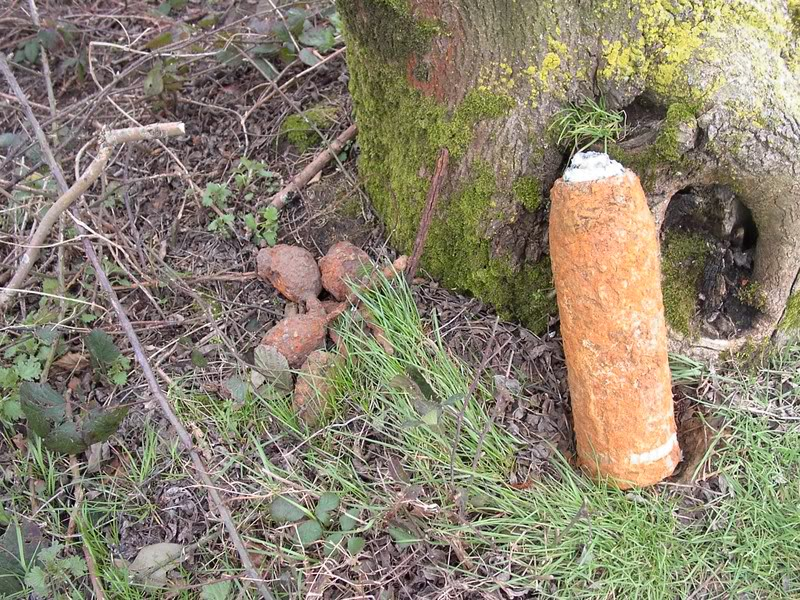
Enkele Britse blindgangers uit de Eerste Wereldoorlog bij het herdenkingsmonument voor vermisten R.E. Grave, Railway Wood in Zillebeke, die door landbouwers werden uitgeploegd. Het gaat om vier Mills-handgranaten met de steel om vanuit een Lee-Enfield afgeschoten te kunnen worden en een Duitse 10,5cm-granaat, waarvan de ontsteker zich in zeer kritieke staat bevindt.

Een blindganger is een explosief of wapen dat niet op het oorspronkelijk bedoelde moment afgegaan is. Het kan hier ieder soort militair of civiel explosief betreffen. Van vuurwerk, granaten, vliegtuigbommen, gifgasgranaten en zelfs nucleaire wapens kunnen blindgangers bestaan. Meestal betreft het vuurwerk en niet-ontplofte munitie. Blindgangers zijn uitermate gevaarlijk omdat ze op ieder willekeurig moment door minieme (onbedoelde) stimulans (alsnog) kunnen ontploffen. 
Internationaal werden in het kader van de Conventie over bepaalde conventionele wapens regels afgesproken voor het opruimen van niet-ontplofte oorlogsmunitie.

## Munitie
Niet-ontplofte munitie is al een probleem sinds de Amerikaanse Burgeroorlog. Regelmatig worden blindgangers aangetroffen in of in de nabijheid van schietbanen en (voormalige) oorlogsgebieden. Blindgangers maken vaak alsnog slachtoffers wanneer burgers ze vinden en er mee gaan knoeien. Wanneer een blindganger wordt aangetroffen kan men altijd het beste zorgen dat anderen uit de buurt blijven, en de politie waarschuwen. Alleen al in de Verenigde Staten omvatten de gebieden waar blindgangers (uit de Burgeroorlog) voorkomen een gebied met een oppervlakte vergelijkbaar met een middelgrote staat als Florida. Laos heeft de twijfelachtige eer om het meest gebombardeerde land van de wereld te zijn, en kent een groot aantal slachtoffers van blindgangers.
In Noord-Frankrijk en België bevinden zich nog grote hoeveelheden blindgangers in de grond die dateren uit de Eerste Wereldoorlog. Deze omvatten behalve conventionele wapens ook chemische wapens, waaronder mosterdgas. Ieder jaar treffen boeren blindgangers aan op hun velden, de zogenaamde "ijzeren oogst". Naast direct gevaar voor personen vormt munitie ook een gevaar voor de volksgezondheid en het milieu. De vullingen zijn immers behalve hoogexplosief ook extreem giftig. Een en ander heeft tot gevolg dat grootschalige en dure bodemsaneringen nodig zijn om de munitie te verwijderen. In Nederland worden nog steeds regelmatig blindgangers aangetroffen rond doelen van Duitse en geallieerde bombardementen in de Tweede Wereldoorlog.

### Gevonden in België

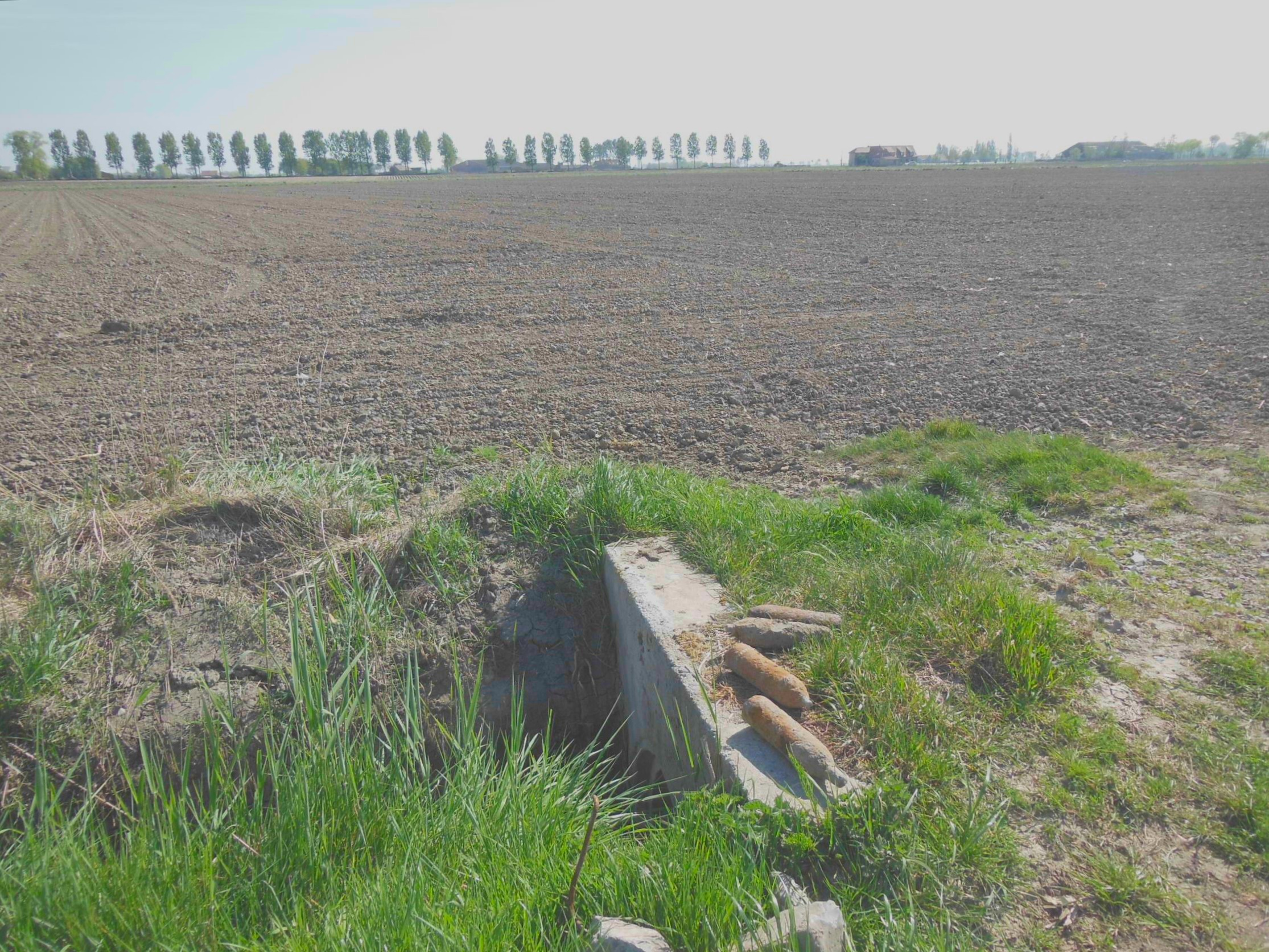
Vier niet-ontplofte WO I-artilleriegranaten naast een pas geploegde en geëgde akker. Bij het ploegen en eggen in de frontzone van de Eerste Wereldoorlog komen nog altijd niet-ontplofte granaten tevoorschijn. Hier aan de Duitse kant van het vastgelopen front. Ze worden aan de kant gelegd waar ze zullen opgehaald worden door de Dienst voor Opruiming en Vernietiging van Ontploffingstuigen (DOVO)

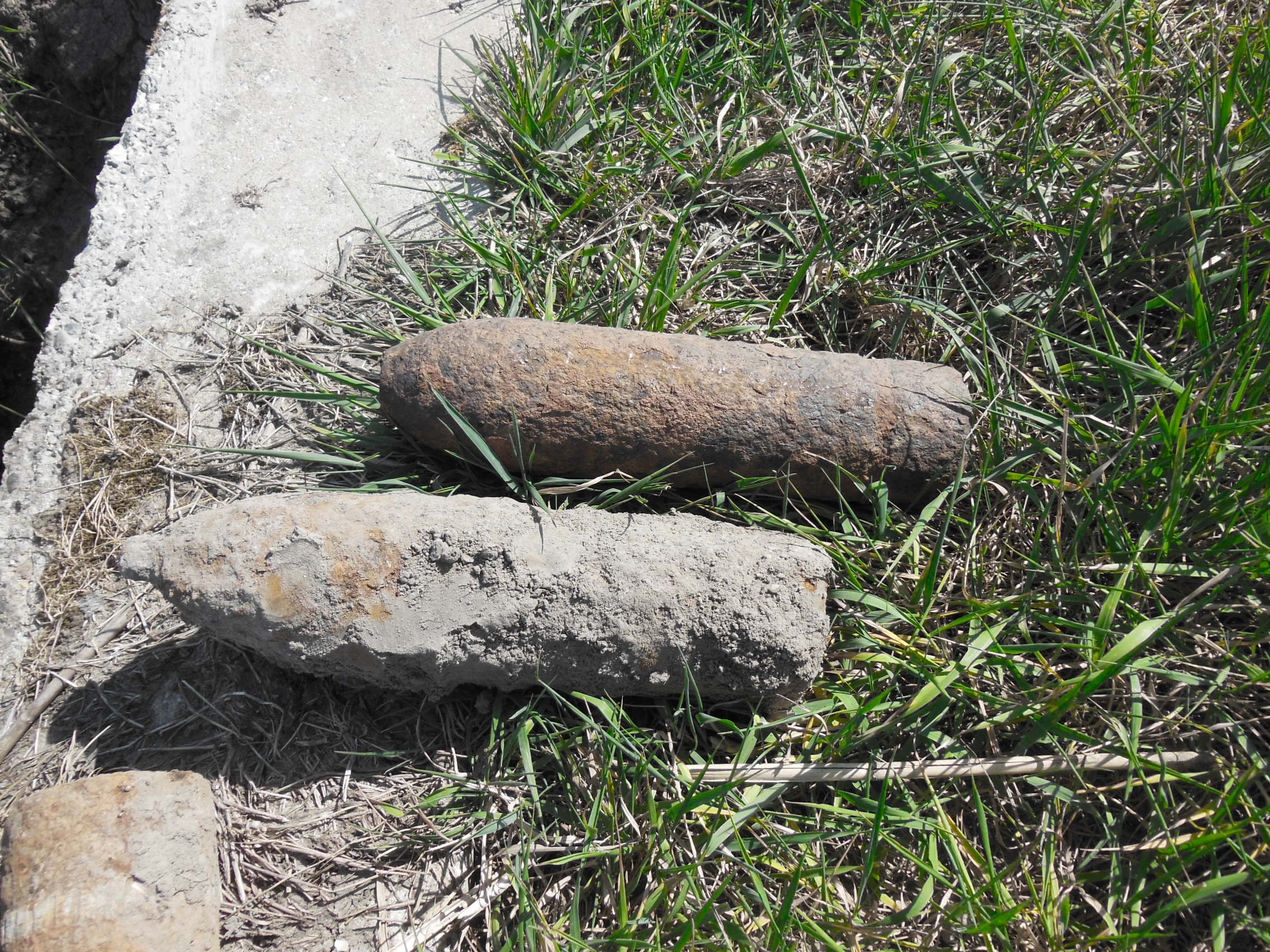
Twee niet-ontplofte WO I-artilleriegranaten

In België wordt jaarlijks 150 ton munitie opgehaald door het Belgische leger en onschadelijk gemaakt door de ontmijningsdienst DOVO. Niet iedereen laat het opruimen over aan de DOVO. Op 5 oktober 2000 verloor een man uit Diksmuide hierbij het leven. Eind oktober 2007 werd een man uit Loker door een explosie gedood.
Blindgangers uit de Eerste Wereldoorlog werden ook na de Tweede Wereldoorlog nog vaak in België gevonden. Vaak waren het granaten, tot 1972 werden ze in de Golf van Gascogne gedumpt. Sinds dit wettelijk verboden werd, worden ze in Poelkapelle  onschadelijk gemaakt. Ongeveer 5% van de granaten bevatten gifgassen of chemische stoffen.

### Gevonden in Nederland
In Nederland worden nog regelmatig blindgangers uit de tweede Wereldoorlog gevonden. Een kleine, zeer willekeurige opsomming:
- Rotterdam-Noord: in maart 2007 werden een aantal panden in de Proveniersstraat gesloopt. Er lag een Engelse 500-ponds brisantbom uit 1941 op een diepte van zeven meter. Hij werd op de Maasvlakte tot ontploffing gebracht.
- Kruisland: op 27 februari liet de Explosieven Opruimingsdienst Defensie (EOD) een V1-bom gecontroleerd ontploffen. Omwonenden moesten uit het gebied vertrekken.
- Loenen: op 7 april 2014 werd een bom uit de Tweede Wereldoorlog op militair terrein tot ontploffing gebracht. De bom stond niet op scherp.[2]
- Bloemendaal: in april 2014 werden vijf Duitse vliegtuigbommen in de duinen gevonden, twee werden er door de EOD tot ontploffing gebracht.
- Leiden: op 9 mei 2014 werd tijdens het baggeren bij de Vinkbrug een 500-ponds bom uit de Tweede Wereldoorlog gevonden. De bom werd op een boot afgevoerd en op het strand tot ontploffing gebracht.

## Vuurwerk
Het komt zeer vaak voor dat vuurwerk om wat voor reden dan ook niet afgaat. De lont kan voortijdig doven, het vuurwerk is wellicht te vochtig, of er is een andere reden waarom het vuurwerk niet afgaat. Hoewel de verleiding wellicht groot is, dient niet-ontploft vuurwerk in geen geval opnieuw te worden aangestoken. Om dezelfde reden moet ook oud op straat gevonden vuurwerk niet worden aangestoken of bewaard. De beste manier om vuurwerkblindgangers onschadelijk te maken is ze nat te maken.

## Carbidschieten
Ook bij het carbidschieten kan het gebeuren dat een melkbus niet afgaat, bijvoorbeeld doordat deze te nat is gemaakt. In dat geval dient de afsluiter te worden verwijderd en daarna net zolang te worden gewacht tot er zeker weten geen gas meer aanwezig is in de bus alvorens deze te ontmantelen.